# Päijänne
Päijänne is het op een na grootste en het langste meer van Finland. Het strekt zich met zijn uitlopers uit over ongeveer 120 km van Lahti en Heinola in het zuiden tot Jyväskylä in het noorden. De planetoïde (1535) Päijänne is naar het meer vernoemd.
De oppervlakte van het meer is 1080 km². In het meer liggen 1886 eilanden, met als grootste eilanden Virmailansaari, Salonsaari, Judinsalo, Onkisalo, Paatsalo, Muuratsalo en Haukkasalo ja Vuoritsalo. Een deel wordt beschermd als Nationaal park Päijänne.
Het meer is van belang voor de drinkwatervoorziening van Helsinki: via een ondergrondse waterleiding is het meer met de hoofdstad verbonden.